# Marina Krilovici
Marina Krilovici (n. 11 iunie 1942, București, România) este o celebră cântăreață de operă (soprană) de origine română.

## Biografie și carieră
Născută la București, grecoaică după mamă, sârboaică după tată. Marina Krilovici și-a însușit arta cântului de la profesoara Lidia Vrăbiescu-Vațianu. Încă din timpul studenției la Academia de Muzică "Ciprian Porumbescu" a câștigat Premiul I și Medalia de aur la numeroase concursuri internaționale: George Enescu, s'Hertogenbosch, Bruxelles și Montreal. Fiind dotată cu un timbru special, muzicalitate și talent extraordinar, a devenit solistă a Operei din București, pe scena căreia a strălucit în numeroase roluri (debut în 1966 la Opera Națională București cu rolul Donna Anna din „Don Giovanni”. Bursa oferită în Italia îi dă posibilitatea de a-și perfecționa repertoriul cu Maria Caniglia și Luigi Ricci.
Cronicile entuziaste și oportunitățile oferite de câștigarea premiilor prestigioase i-au deschis porțile carierei internaționale, fiind invitată să cânte pe cele mai mari scene ale lumii: Hamburg, Viena, Chicago, Metropolitan Opera din New York, Covent Garden din Londra, Roma, Berlin, Paris, Lisabona, La Fenice, München, Montreal etc, având ca parteneri pe Tito Gobbi, Placido Domingo, Luciano Pavarotti, José Carreras, Renato Bruson, Kostas Paskalis, Nicolai Ghiaurov, Nicola Ghiuselev, Fiorenza Cossotto, Shirley Verrett, Nicola Martinucci și mulți alții. A cântat sub bagheta marilor dirijori Georg Solti, Claudio Abbado, Nello Santi, Horst Stein, Lorin Maazel, Riccardo Muti.
Între 1968-1976 a fost membră a Operei de Stat din Hamburg. În 1971 a emigrat în Germania, iar în 1973 a primit cetățenia germană. A fost căsătorită cu baritonul grec Kostas Paskalis, cu care a interpretat spectacole de neuitat ca Tosca, Cavalleria rusticana, Simon Boccanegra, Macbeth etc. Au împreună doi copii: un fiu, Constantin n. 1974, și o fiică, Alexandra n. 1977.
În 1968 și 1969 Marina Krilovici a putut fi admirată in Tosca la Opera House în Toronto. În anii 1970 - 1978 a cântat la Staatsoper în Viena în roluri ca Santuzza, Tosca și Elisabetta în Don Carlo de Verdi. În 1972 a interpretat Santuzza la Deutsche Oper Berlin. A mai avut angajamente la La Fenice în Veneția (Tosca, 1971); la Covent Garden Opera în Londra (Aida, 1971); la Teatro San Carlos din Lisabona (1975, Manon Lescaut și în 1978, Tosca); la Opera du Rhin, Strasbourg (1976, Tatiana în „Eugene Onegin”); la Opera de Monte Carlo (1979, Elisabetta); la Théâtre de la Monnaie din Bruxelles (1979, Amelia în „Il Duca d'Alba” de Donizetti); precum și la Scottish Opera în Glasgow (1980, Tosca). Mai multe spectacole la Opéra royal de Wallonie în Liège (1985-1986, Tosca). Între 1982 - 1985 a mai cântat la Amsterdam, Copenhaga, Mexico City precum și Atena (Leonora din La forza del destino de Verdi).
A avut multe succese și în SUA: a debutat la San Francisco Opera în 1972 în Aida. Între 1972-1974 a cântat rolul Mimi din La Bohème precum și Cio-Cio-San din Madama Butterfly la Lyric Opera din Chicago. În America a mai apărut in Tosca la Opera House în New Orleans în 1975 și in rolul  Elisabetta din „Don Carlo” la Miami Opera în 1979. Între 1973-1974 și între 1975-1977 a fost angajată la Metropolitan Opera („MET”) în New York cu rolurile Cio-Cio-San, Giorgetta în „Il Tabarro” de Puccini și Leonora din „Il Trovatore” (Trubadurul).
Remarcabila prezență scenică a Marinei Krilovici, trăirea intensă a personajelor au făcut ca rolurile Tosca, Butterfly, Aida, Leonora din La Forza del destino, Santuzza din Cavalleria rusticana să rămână de neuitat. Marina Krilovici a abordat cu măiestrie și repertoriul german în roluri ca Donna Anna din Don Giovanni de Mozart, Herodias din Salomé de Strauss, Fricka din Der Ring des Nibelungen de Wagner, un bogat repertoriu vocal-simfonic și de lied.
La începutul anilor 1980 Marina Krilovici s-a stabilit în Grecia, țară pe care o consideră a doua sa patrie și unde a fost membru permanent al Operei Naționale din Atena, interpretând roluri memorabile. A cântat la Teatrul Herodion Attikos și la Megaron Mousikis, fiind primită cu multă admirație și căldură de către public. Marina Krilovici s-a dedicat cu mare entuziasm carierei de profesoară. Predă la Conservatorul "Athenaeum Maria Callas", dăruind și împărtășind cu tânăra generație vasta sa experiență, marea sa dragoste pentru muzică și viață. În prezent mulți dintre studenții săi strălucesc pe mari scene ale lumii. În decursul carierei, Marina Krilovici a primit numeroase distincții pentru deosebita sa contribuție în arta lirică.  În prezent este solicitată ca membru al juriului la concursuri internaționale,  susține numeroase cursuri de măiestrie, inclusiv în România, unde se reîntoarce de fiecare dată cu entuziasm și emoție.

## Distincții
- Ordinul Meritul Cultural clasa a IV-a (12 septembrie 1968) „pentru merite deosebite în activitatea muzicală”[9]